# Wapen van Niedorp
Het wapen van Niedorp stamt van 11 januari 1971 en werd gebruikt tot 1 januari 2012 toen de gemeente Niedorp fuseerde met de gemeenten Anna Paulowna, Wieringen en Wieringermeer tot de gemeente Hollands Kroon. Het wapen bestaat vrijwel geheel uit verwijzingen naar gebeurtenissen uit de historie van de gemeente.

## Betekenis van het wapen
Het wapen van Niedorp bevat een hartschild met daarop een onthoofde leeuw die uit drie slagaders bloedt. Deze onthoofde leeuw staat voor het sneuvelen van graaf Aarnout van Holland, die tijdens de slag bij Winkel in het jaar 993 gedood werd. De drie zwaarden slaan op drie opgeheven gemeenten die de gemeente Niedorp vormden. Daarnaast gaat de herkomst van deze zwaarden terug naar zegels uit 1299, 1309 en 1319 waarop ook drie zwaarden staan. Op de zegels is het middelste zwaard gedekt door een zespuntige ster.
Het tegengoudhermelijn is een verwijzing naar de grondsoorten in de gemeente.
De ruiten van Beieren in het tweede wapen van de gemeente Niedorp zijn afkomstig van het wapen van Barsingerhorn.

## Blazoenering
Het oudste wapen van de gemeente Niedorp is van 11 januari 1971. Op die datum kende de Hoge Raad van Adel de gemeente Niedorp een wapen met de beschrijving:
In tegengoudhermelijn 3 omgekeerde zwaarden van zilver, naast elkaar, met gevesten van goud; een hartschild van goud met een onthoofde leeuw van keel, genageld van azuur, bloedend uit 3 spuitende slagaderen. Het schild gedekt door een gouden kroon van 3 bladeren en 2 parels.— 
Tegengoudhermelijn staat voor een donkere achtergrond met daarin gouden stippen. Hermelijn heeft normaal gesproken een witte achtergrond met zwarte stippen. De zwaarden zijn van zilver met handvatten van goud die op de punten staan. Het hartschild is van goud met daarop een onthoofde, uit drie slagaders bloedende leeuw. De leeuw is rood van kleur en heeft blauwe nagels. Het schild is gedekt door een kroon van drie bladeren met daartussen twee parels.
Omdat de gemeente in 1990 met een deel van de gemeente Barsingerhorn fuseerde, vroeg zij een nieuw wapen aan, waardoor het wapen gewijzigd werd en de omschrijving veranderde in de volgende:
In tegengoudhermelijn 3 omgekeerde zwaarden van zilver naast elkaar, met gevesten van goud en over alles heen een dwarsbalk, schuin spitsgeruit van zilver en azuur; in een hartschild van goud een onthoofde leeuw van keel, genageld van azuur, bloedend uit 3 spuitende slagaderen. Het schild gedekt door een gouden kroon van 3 bladeren en 2 parels.— 
Dit blazoen is gelijk aan het vorige, met als toevoeging dat over de zwaarden een dwarsbalk loopt. Deze dwarsbalk is schuin geruit met zilveren en blauwe ruiten. Het wapen is verder gelijk aan het vorige wapen.

## Vergelijkbare wapens
De volgende wapens zijn vergelijkbaar met het wapen van Niedorp:

Het wapen van het waterschap Groot-Geestmerambacht
Het wapen van Nieuwe Niedorp
Het wapen van Oude Niedorp